# Сваливание

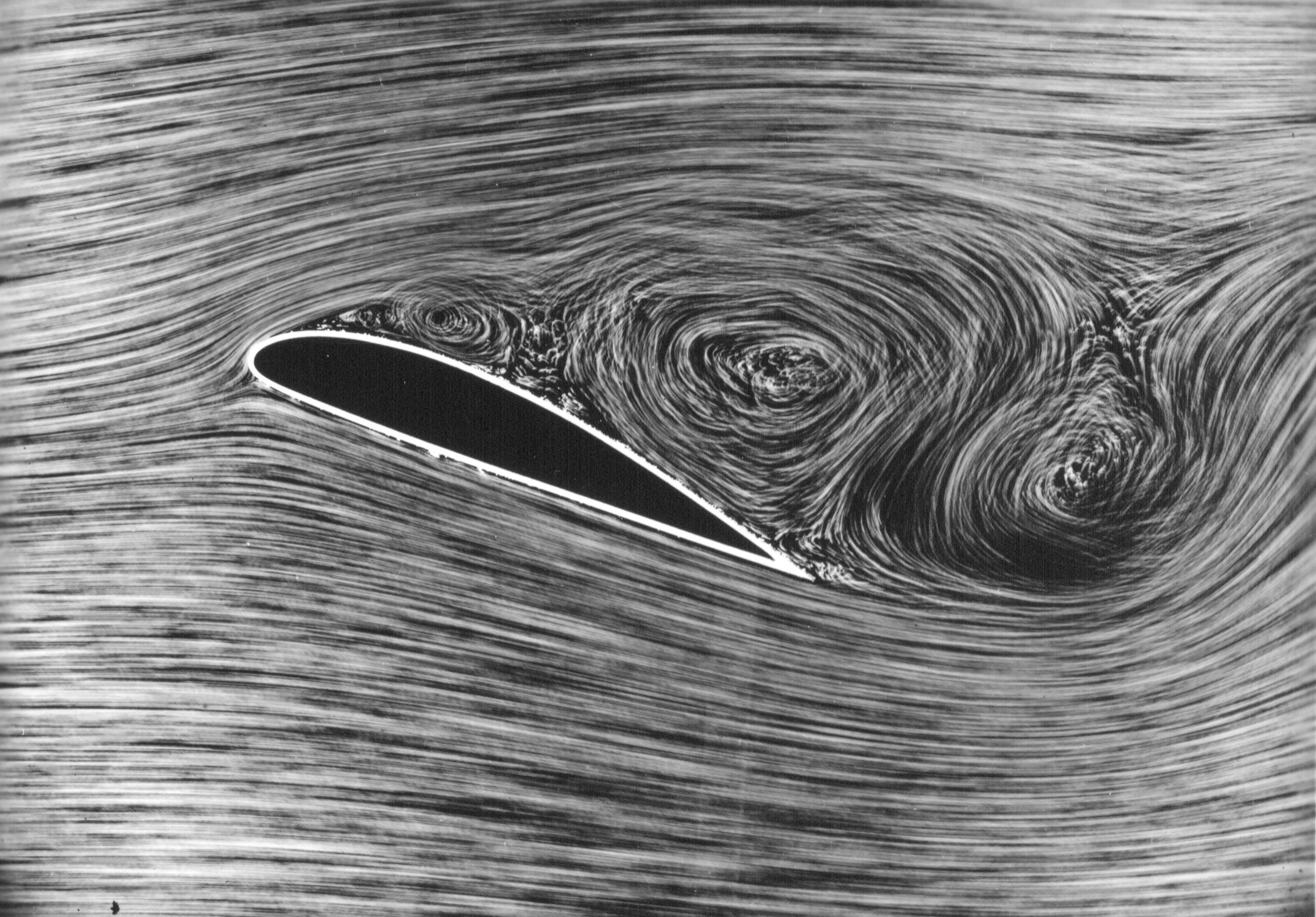
Срыв потока на профиле крыла при большом угле атаки, как это имеет место при сваливании

Сва́ливание в авиации — критический режим полёта самолёта, возникающий в результате нарушения нормальных условий обтекания крыла воздушным потоком при превышении допустимого угла атаки (срыва потока с крыла), что ведёт к развитию самопроизвольного апериодического или колебательного движения самолёта.

## Поведение самолёта при сваливании
При попадании на режим сваливания самолёт теряет свою устойчивость и управляемость, он самопроизвольно меняет углы тангажа и крена (опускает/задирает нос, вращается по продольной оси). Сваливание с большой вероятностью может перейти в штопор.
К сваливанию приводят падение скорости самолёта, неточная работа рулями, изменения атмосферного давления, скорости и направления потока воздуха.
Эффект сваливания иногда искусственно создаётся пилотом при выполнении фигур высшего пилотажа на спортивных и боевых самолётах. 
Сваливание нередко является причиной аварий и катастроф самолётов, поэтому принимаются предупредительные меры (обучение лётчиков борьбе со сваливанием, сигнализация АУАСП, мониторинг режима полёта бортовым компьютером).

## Глубокое сваливание

Обтекание самолёта в нормальном полёте и при глубоком сваливании (у самолётов с Т-образным оперением)

Глубоким сваливанием называют один из режимов полёта после сваливания. Этот режим  характеризуется малыми угловыми скоростями вращения самолёта и углами атаки, значительно превышающими предельный по сваливанию угол атаки для данного типа самолёта. Такая динамика характерна для самолётов с Т-образным расположением стабилизаторов (например, Ту-154, Boeing 727, Hawker Siddeley Trident). Руль высоты при этом, из-за затенения при большом угле атаки набегающего потока крылом, становится практически неэффективным. Глубокое сваливание является устойчивым режимом, вывод из него сильно затруднён и существует угроза перехода самолёта в плоский штопор.